# Club de Fútbol Cafetaleros de Chiapas
Club de Fútbol Cafetaleros de Chiapas é um clube de futebol mexicano com sede na cidade de Tuxtla Gutiérrez, Chiapas, que atualmente compete na Liga Premier, a terceira divisão do futebol mexicano. Entre 2015 e 2020, o time jogou na Ascenso MX, a segunda divisão local. Em 26 de junho de 2020, o time titular do clube foi transferido para Cancún e renomeado como Cancún Fútbol Club, porém, o Cafetaleros de Chiapas manteve o time registrado na Liga Premier, que era filiado ao Cancún FC entre 2020 e 2022.

## História
O "Cafetaleros de Tapachula Fútbol Club" foi fundado em 25 de maio de 2015 depois que o Estudiantes de Altamira anunciou a mudança do clube para Tapachula por motivos econômicos. Em 7 de junho de 2015, a mudança do clube para Tapachula foi oficializada pela Ascenso MX.
A equipe venceu o Ascenso MX em 2018, mas não foi promovida à Liga MX por não cumprir os regulamentos.
Em 28 de maio de 2019, a equipe foi transferida para Tuxtla Gutiérrez e renomeada como "Cafetaleros de Chiapas". A equipe foi realocada para atender aos requisitos exigidos para promoção à Liga MX. Além disso, a equipe mudou suas cores, originalmente verde e preto para dourado e preto.